# Alphons Stübel

Alphons Stübel

Moritz Alphons Stübel (* 26. Juli 1835 in Leipzig; † 10. November 1904 in Dresden) war ein deutscher Naturforscher und Vulkanologe.

## Leben
Alphons Stübel wurde am 26. Juli 1835 als Sohn des Juristen und Ratsherren Otto Moritz Stübel und seiner Ehefrau Julie Stübel, geborene von der Beck, in Leipzig geboren. Seine Mutter starb bereits im Jahr 1836, als Stübel kaum ein Jahr alt war. Nach dem Tod des Vaters 1849 wurde Stübel zusammen mit seinen beiden Schwestern Ida und Helene vom Bruder des Vaters, dem Stadtgerichtsrat Carl Julius Stübel, erzogen. Nachdem Alphons 1854 das Abitur abgelegt hatte, nahm er im Jahr 1855 das Studium der Chemie und Mineralogie an der Universität Leipzig auf, das er abbrach und ab 1859 in Heidelberg weiterführte.
Bereits während eines Aufenthalts in Italien Ende der 1850er-Jahre hatte sich Stübel mit Vulkanen beschäftigt. Nach Ende seines Studiums, in dessen Rahmen er auch promoviert hatte, hielt er sich bis Mitte der 1860er-Jahre unter anderem in Marokko und auf Madeira auf, wo er weitere vulkanologische Untersuchungen durchführte. Mit Wilhelm Reiß, den er 1865 kennenlernte, unternahm Stübel mehrere Forschungsreisen unter anderem nach Griechenland und Südamerika. Neben vulkanologischen Untersuchungen waren beide auch archäologisch aktiv. Im Jahr 1877 kehrte Stübel von seiner Forschungsreise zurück und ließ sich in Dresden nieder. In den folgenden Jahren wertete er die Ergebnisse seiner Forschungsreisen aus und veröffentlichte zahlreiche Werke auch kulturhistorischen und ethnologischen Inhalts, wie 1892 Die Ruinenstätte von Tiahuanaco im Hochlande des alten Perú. Diese umfassende Abhandlung über Tiwanaku, die er zusammen mit Max Uhle veröffentlichte, bildet auch heute noch eine tragende Säule der modernen Tiwanaku-Forschung. 1878 wurde er Mitglied der Leopoldina. Er war korrespondierendes Mitglied des Thüringisch-Sächsischen Vereins für Erdkunde.

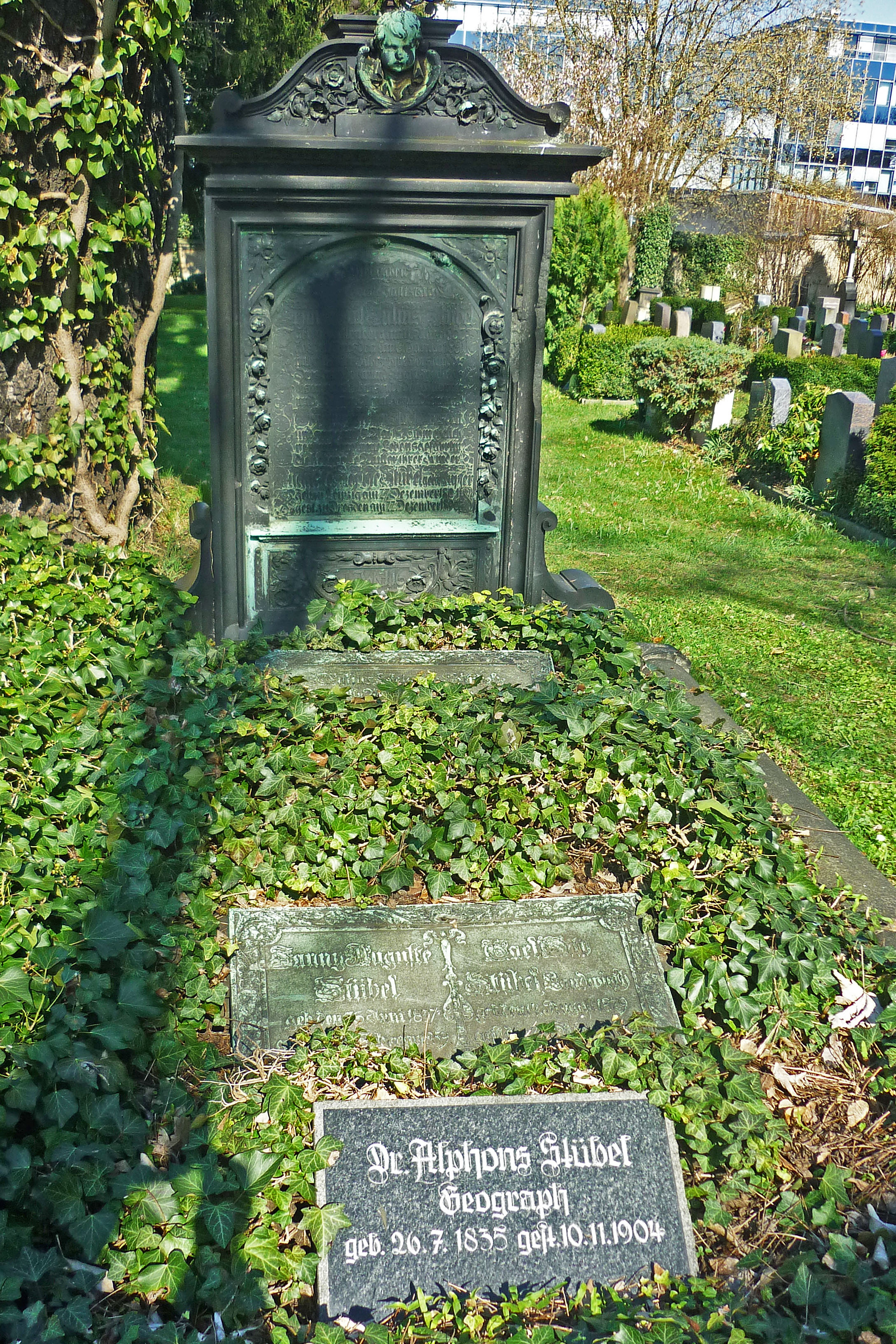
Stübels Grab auf dem Alten Annenfriedhof in Dresden

In späten Jahren arbeitete Stübel eng mit Theodor Wolf zusammen, den er in Ecuador kennengelernt hatte. Beide widmeten sich vulkanologischen Fragen. Stübel verstarb 1904 in Dresden und wurde im Krematorium Gotha eingeäschert; sein Grab befindet sich auf dem Alten Annenfriedhof.
Bereits zu Lebzeiten hatte Stübel Sammlungen seiner Reisen in Südamerika verschiedenen Museen übereignet: Neben dem Museum für Völkerkunde zu Leipzig (Grassimuseum) zählten auch das Dresdner Museum für Völkerkunde und das Museum für Völkerkunde Berlin zu den neuen Besitzern. Ein umfangreicher Nachlass Stübels befindet sich heute im Archiv für Geographie des Leibniz-Instituts für Länderkunde in Leipzig. Nach Stübel ist ein Kegel des Vulkans Ksudatsch in Kamtschatka benannt.

## Dedikationsnamen
Adolf Bernhard Meyer widmete ihm 1884 den wissenschaftlichen Namen des Violettbart-Helmkolibris (Oxypogon stuebelii). Im gleichen Artikel beschrieb er Chlorostilbon stuebelii, ein Name der heute als Synonym zur Blauschwanz-Smaragdkolibri-Unterart (Chlorostilbon mellisugus peruanus Gould, 1861) gilt.

## Schriften (Auswahl)
- Geschichte und Beschreibung der vulkanischen Ausbrüche bei Santorin von der ältesten Zeit bis auf die Gegenwart, Bassermann, Heidelberg 1868
- Skizzen aus Ecuador, Asher u. Co., Berlin 1886
- Die Ruinenstätte von Tiahuanaco im Hochlande des alten Perú, Hiersemann, Leipzig 1892
- Die Vulkanberge von Ecuador, Asher u. Co., Berlin 1897
- Karte der Vulkanberge Antisana, Chacana, Sincholagua, Quinlindaña, Cotopaxi, Rumiñahui und Pasocha. Weg, Leipzig 1903
- Martinique und St. Vincent, Weg, Leipzig 1903
- Rückblick auf die Ausbruchsperiode des Mont Pelé auf Martinique 1902 bis 1903 vom theoretischen Gesichtspunkte aus, Weg, Leipzig 1904

## Bibliographie
- In: Andreas Brockmann, Michaela Stüttgen (Hrsg.): Spurensuche: Zwei Erdwissenschaftler im Südamerika des 19. Jahrhunderts. Kreis Unna und Lateinamerika-Zentrum der Universität Münster, Unna 1994, ISBN 3-924210-34-9, S. 191–193. (Katalog zur Ausstellung über Wilhelm Reiß und Alphons Stübel auf Schloss Cappenberg)